# Márton Fülöp
Dans le nom hongrois Fülöp Márton, le nom de famille précède le prénom, mais cet article utilise l’ordre habituel en français Márton Fülöp, où le prénom précède le nom.
Márton Fülöp est un footballeur international hongrois, né le 3 mai 1983 à Budapest en Hongrie et mort le 12 novembre 2015 dans la même ville, évoluant au poste de gardien de but.
Son père, Ferenc, était également footballeur.

## Biographie
Le 6 août 2011, il est transféré au club de West Bromwich Albion pour la durée d'une saison. Le 13 mai 2012, il se fait remarquer en offrant la troisième place qualificative pour la prochaine Ligue des champions à Arsenal, en faisant trois grossières erreurs durant ce match, pour une victoire 3 buts à 2 d'Arsenal sur le terrain de West Bromwich Albion.
Il porte à 24 reprises le maillot de l'équipe de Hongrie entre 2005 et 2011, encaissant un total de 29 buts. Toutefois, sur ces 24 sélections, seules 23 sont reconnues par la FIFA.
Il joue son premier match en équipe nationale le 31 mai 2005, en amical contre la France (défaite 2-1 à Metz). Par la suite, il joue cinq matchs rentrant dans le cadre des éliminatoires de l'Euro 2008, et trois matchs comptant pour les éliminatoires du mondial 2010.
Il joue son dernier match avec la Hongrie le 29 mars 2011, contre les Pays-Bas, dans le cadre des éliminatoires de l'Euro 2012 (défaite 5-3 à Amsterdam).
Il décède le 12 novembre 2015 d'un cancer, contre lequel il se battait depuis plusieurs mois. Il avait dû arrêter prématurément sa carrière pour se faire enlever une tumeur à un bras.
Le bilan de sa carrière en Angleterre s'élève à 146 matchs en championnat : 44 matchs en Premier League (D1), 95 en Championship (D2), et 7 en League One (D3). Il joue également 24 matchs en première division grecque, 27 en première division hongroise, et 16 en deuxième division hongroise. Avec le club du PAE Asteras Tripolis, il participe en sus à une rencontre du tour préliminaire de la Ligue Europa.

## Palmarès
- Champion d'Angleterre de D2 en 2007 avec Sunderland